# العلاقات الإستونية التركية
العلاقات الإستونية التركية هي العلاقات الثنائية التي تجمع بين إستونيا وتركيا.

## مقارنة بين البلدين
هذه مقارنة عامة ومرجعية للدولتين:
| وجه المقارنة                                              | إستونيا                                                                             | تركيا         |
| --------------------------------------------------------- | ----------------------------------------------------------------------------------- | ------------- |
| المساحة (كم2)                                             | 45.34 ألف                                                                           | 783.56 ألف    |
| عدد السكان (نسمة)                                         | 1.32 مليون                                                                          | 80.14 مليون   |
| الكثافة السكانية (ن./كم²)                                 | 29.11                                                                               | 102.28        |
| العاصمة                                                   | تالين                                                                               | أنقرة         |
| اللغة الرسمية                                             | اللغة الإستونية                                                                     | اللغة التركية |
| العملة                                                    | يورو، كرون إستوني، كرون إستوني، المارك الإستوني                                     | ليرة تركية    |
| الناتج المحلي الإجمالي (بليون دولار)                      | 25.92 مليار                                                                         | 851.10 مليار  |
| الناتج المحلي الإجمالي (تعادل القوة الشرائية) بليون دولار | 38.11 مليار                                                                         | 1.57 تريليون  |
| الناتج المحلي الإجمالي الاسمي للفرد دولار أمريكي          | 17.79 ألف                                                                           | 9.12 ألف      |
| الناتج المحلي الإجمالي للفرد دولار أمريكي                 | 28.14 ألف                                                                           | 19.79 ألف     |
| مؤشر التنمية البشرية                                      | 0.871                                                                               | 0.761         |
| رمز المكالمات الدولي                                      | +372                                                                                | +90           |
| رمز الإنترنت                                              | .ee                                                                                 | .tr           |
| المنطقة الزمنية                                           | ت ع م+02:00، ت ع م+03:00، توقيت شرق أوروبا، أوروبا/تالين ‏، توقيت شرق أوروبا الصيفي ‏ | ت ع م+03:00   |

## منظمات دولية مشتركة
يشترك البلدان في عضوية مجموعة من المنظمات الدولية، منها:
| علم المنظمة | اسم المنظمة                               | تاريخ انضمام إستونيا | تاريخ انضمام تركيا |
| ----------- | ----------------------------------------- | -------------------- | ------------------ |
|             | وكالة ضمان الاستثمار متعدد الأطراف        | 24 سبتمبر 1992       | 3 يونيو 1988       |
|             | منظمة التعاون الاقتصادي والتنمية          | ?                    | ?                  |
|             | الأمم المتحدة                             | 17 سبتمبر 1991       | 24 أكتوبر 1945     |
|             | الوكالة الدولية للطاقة                    | ?                    | ?                  |
|             | الفريق المعني برصد الأرض                  | ?                    | ?                  |
|             | مركز تنسيق الحركة في أوروبا ‏              | ?                    | ?                  |
|             | منظمة حظر الأسلحة الكيميائية              | ?                    | ?                  |
|             | منظمة التجارة العالمية                    | ?                    | 26 مارس 1995       |
|             | منظمة الشرطة الجنائية الدولية             | ?                    | ?                  |
|             | منظمة الأمن والتعاون في أوروبا            | 10 سبتمبر 1991       | 25 يونيو 1973      |
|             | مؤسسة التنمية الدولية                     | 11 أكتوبر 2008       | 22 ديسمبر 1960     |
|             | حلف شمال الأطلسي                          | 29 مارس 2004         | 18 فبراير 1952     |
|             | يونسكو                                    | 14 أكتوبر 1991       | 4 نوفمبر 1946      |
|             | مجلس أوروبا                               | ?                    | 9 أغسطس 1949       |
|             | الاتحاد البريدي العالمي                   | ?                    | ?                  |
|             | البنك الدولي للإنشاء والتعمير             | 23 يونيو 1992        | 11 مارس 1947       |
|             | اتفاقية السماوات المفتوحة                 | ?                    | ?                  |
|             | المنظمة الهيدروغرافية الدولية             | ?                    | ?                  |
|             | الاتحاد الدولي للاتصالات                  | 19 مايو 1922         | 1866               |
|             | مؤسسة التمويل الدولية                     | 9 أغسطس 1993         | 19 ديسمبر 1956     |
|             | المنظمة الأوروبية لسلامة الملاحة الجوية   | 2015                 | 1989               |
|             | المركز الدولي لتسوية المنازعات الاستشارية | 23 يوليو 1992        | 2 أبريل 1989       |
|             | مجموعة أستراليا                           | 2004                 | 2000               |
|             | مجموعة الموردين النوويين                  | ?                    | ?                  |

## وصلات خارجية
- موقع وزارة الخارجية الإستونية
- موقع وزارة الخارجية التركية